# Branko Lazarević (dyplomata)
Branko Lazarević (ur. 25 listopada 1883 w Widyniu, zm. 6 października 1963 w Hercegu Novim) – serbski pisarz i dyplomata.
Pełnił funkcję posła nadzwyczajnego i ministra pełnomocnego Królestwa Serbów, Chorwatów i Słoweńców w II Rzeczypospolitej. W 1931 otrzymał Wielką Wstęgę Orderu Odrodzenia Polski.